# Cửa sổ tình yêu
Cửa sổ tình yêu là chương trình phát thanh trực tiếp tư vấn về tâm lý, tình cảm, tình yêu, sức khoẻ sinh sản...trong Chương trình Phát thanh Thanh niên của Đài Tiếng nói Việt Nam

## Lịch sử
Mặc dù những cuộc tranh luận giữa những người làm chương trình diễn ra sôi nổi nhưng Dự án xây dựng Chương trình mang tên "Cửa sổ tình yêu" vẫn tiến triển. Ngày 7 tháng 3 năm 1999, Chương trình phát thanh trực tiếp "Cửa sổ tình yêu" đầu tiên được phát trên sóng. Bắt đầu từ đó, Chương trình này được phát thanh từ 10h00 đến 10h30 sáng chủ nhật và từ ngày 7 tháng 9 năm 2003 Cửa sổ tình yêu chính thức phát sóng 45 phút từ 10h00 đến 10h45 sáng chủ nhật hàng tuần và được phát lại vào 23h00 cùng ngày. Tính tới năm 2009, hơn hai mươi hai nghìn cuộc điện thoại đã được gọi đến với số máy quen thuộc 04.38262625 (nay là 024.38262625), hơn một trăm nghìn bức thư đã được nhận từ thính giả. Tất cả những cuộc điện thoại và lá thư đó là những câu chuyện về tình yêu và những trái tim tan vỡ, về tình dục, lạm dụng tình dục và sức khoẻ sinh sản.

## Nội dung
Cửa sổ tình yêu là chương trình phát thanh mới với hình thức và nội dung hoàn toàn khác so với các chương trình của Đài Tiếng nói Việt Nam đề cập tới những vấn đề tệ nhị, kín đáo mà những người Á Đông khó đề cập đến. Chương trình tư vấn về Tình yêu và sức khoẻ tình dục dành cho vị thành niên và thanh niên qua Đài Tiếng nói Việt Nam, được sự giúp đỡ của chuyên gia tư vấn của Đài BBC nước Anh trong việc xây dựng kịch bản.

## Vai trò
"Cửa sổ tình yêu" đã giúp cho bạn trẻ Việt Nam có cơ hội trình bày những khó khăn và nỗi lo sợ của mình về tình yêu và tình dục, an ủi và tư vấn cho họ, giúp họ có một kết thúc có hậu.

## Chuyên gia tư vấn
- Đinh Đoàn
- Nguyễn Thị Mùi
- Hoàng Thuý Hải
- Vũ Minh Phượng

## Thính giả
Cũng giống như chương trình Bạn hãy nói với chúng tôi, đa phần những thính giả Chương trình "Cửa sổ tình yêu" sống ở nông thôn, vùng sâu, vùng xa, vùng đồng bào dân tộc, biên giới, hải đảo... nơi mà đài phát thanh thường là phương tiện tiếp cận thông tin duy nhất.

## Ảnh hưởng
"Cửa sổ tình yêu" đã gây được tiếng vang, không chỉ với thính giả ở Việt Nam,, có những bạn trẻ người Việt từ Lào, Thái Lan, Malaysia, Philippin, Indonesia, Đài Loan, Trung Quốc... gọi về bởi ở nơi đó họ vẫn được nghe tiếng nói của Đài Tiếng nói Việt Nam, của Chương trình "Cửa sổ tình yêu". Hàng chục đoàn nhà báo từ các nước đã đến tham quan, học tập, chia sẻ kinh nghiệm.